# キ98 (航空機)
キ98（ききゅうはち）は、第二次世界大戦中に計画された日本陸軍のレシプロ戦闘機である。製作設計は満洲飛行機が担当した。

## 概要
キ98は元々は、九九式襲撃機の後継機となる戦闘襲撃機として1943年（昭和18年）に満洲飛行機に対して試作指示が出された機体であった。しかし、B-29 による高高度爆撃の脅威が強まる中、陸軍はキ98を高高度戦闘機に改設計するよう指示した。
キ98の開発は、実用機というよりは空冷発動機の懸架装着方法の研究機としての性格が強く、当時の日本の航空機としては斬新な様々な機軸が盛り込まれた。単発単座の双胴型の機体で、中央胴体の後部にエンジン、尾部にプロペラを装備していた。日本海軍で同時期に開発中だった閃電に形状は似ていたが、やや小型であった。搭載エンジンは排気タービン付きのハ211ルで、高高度で活動するために気密室を装備していた。推進式の機体で最も問題になるエンジンの冷却については、強制冷却ファンをエンジンに取り付けることで対処したが、冷却用の空気取入口は空気抵抗を避けるため平滑な形になっていた。主翼は高速飛行に有利な層流翼を採用した。降着装置は3車輪式だったが、胴体にある前脚の収納室がコックピットへの出入口を兼ねていた。
1943年12月に第1次モックアップが完成し細部の手直しを行った後、1944年（昭和19年）秋に胴体のモックアップ審査が行われた。その後試作に着手したが、直後に陸軍の試作機整理の方針に抵触し、開発は中止となった。しかし、試作中の機体については製作続行が認められることになったが1944年末に奉天の工場が被爆したため作業が遅延し、実際に試作を開始したのは1945年（昭和20年）になってからである。1945年8月には胴体部分がほぼ完成していたが、終戦直前のソ連軍の満洲への侵攻を受けて、ソ連軍の手に渡ることを避けるため製作中の機体は図面諸共焼却されてしまった。

## スペック
計画値
- 全長：11.40 m
- 全幅：11.26 m
- 全高： 4.30 m
- 翼面積：24.00 m2
- 翼型： FM系層流翼　根本翼厚 14%　翼端翼厚 10%
- 主翼取付角： 約2度　捩じり下げ　約1.5度
- 重量： 3500 kg
- 全備重量：4500 kg
- 発動機：ハ-211-ル空冷星型18気筒
- プロペラ直径： 3.6m　4翅
- 出力： 2200hp
- 最大時速：710 km/h
- 航続力：2000 km
- 上昇力：5000 mまで5分30秒
- 最高上昇限度：10500 m
- 武装
  - 37mm機関砲1挺
  - 20mm機関銃2挺
- 乗員：1名